# سلیمان یولا
سلیمان یولا (انگلیسی: Souleymane Youla؛ زادهٔ ۲۹ نوامبر ۱۹۸۱) بازیکن فوتبال اهل گینه بود.
از باشگاه‌هایی که در آن بازی کرده است می‌توان به باشگاه فوتبال متس، باشگاه فوتبال بوداپست هونود، باشگاه فوتبال اسکی‌شهراسپور، باشگاه فوتبال دنیزلی اسپور، باشگاه فوتبال لوکرن اوست والاندرن، باشگاه فوتبال اردواسپور، باشگاه فوتبال بشیکتاش، باشگاه فوتبال اندرلشت، باشگاه ورزشی آمیان، باشگاه فوتبال لیل، و باشگاه ورزشی گنچلربیرلیغی اشاره کرد.
وی همچنین در تیم ملی فوتبال گینه بازی کرده است.